# Procès en sorcellerie au début des temps modernes
 (juillet 2019).
Si vous disposez d'ouvrages ou d'articles de référence ou si vous connaissez des sites web de qualité traitant du thème abordé ici, merci de compléter l'article en donnant les références utiles à sa vérifiabilité et en les liant à la section « Notes et références ».

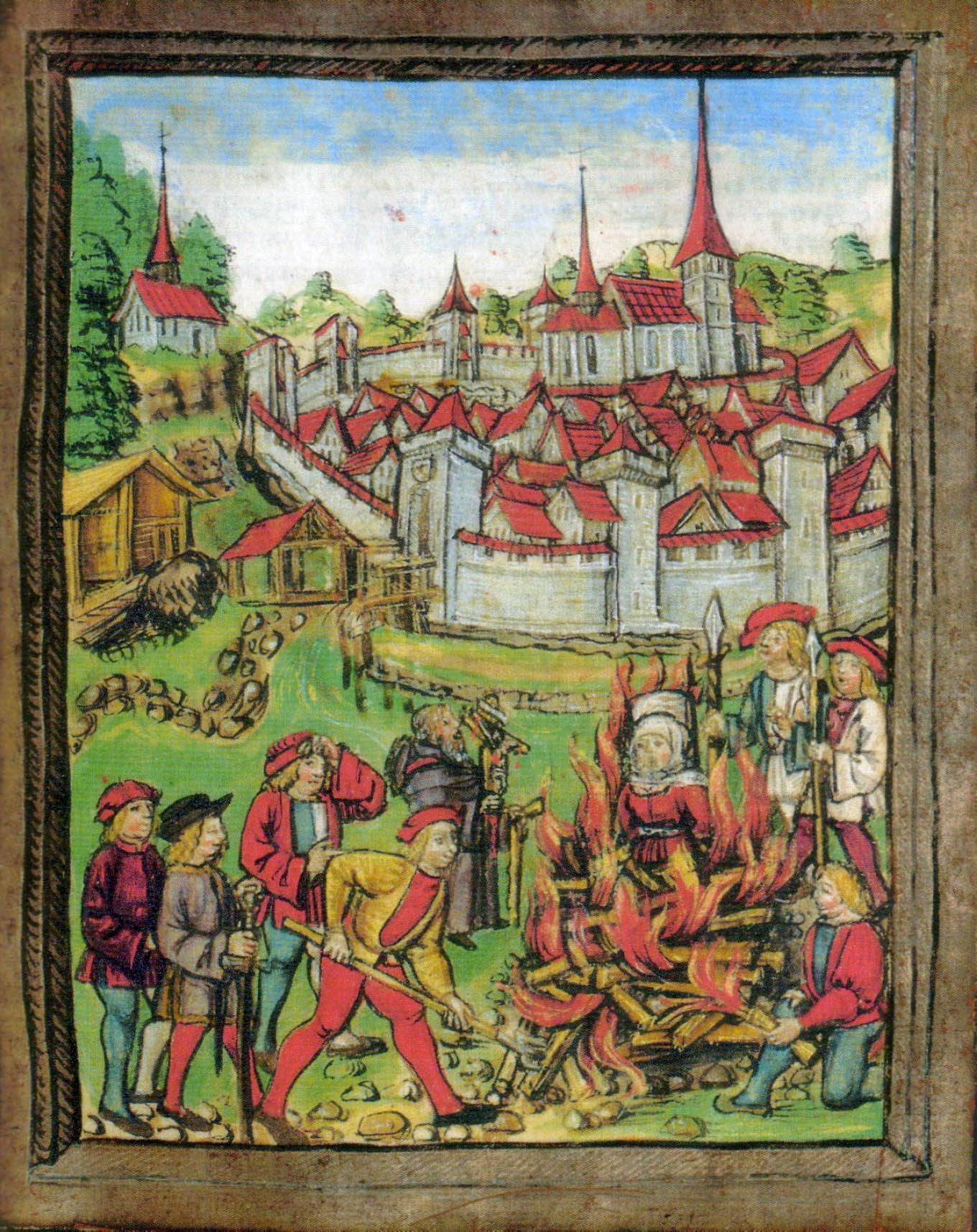
Scène d'exécution d'une femme sur le bûcher à Willisau en 1447. Tirée d'une chronique de Schilling de Lucerne (1513)

C'est entre 1580 et 1630, pendant la Contre-Réforme et les guerres de religion en Europe, que les procès pour sorcellerie ont connu leur paroxysme. Les historiens parlent de 200 000 procès en sorcellerie et de 50 000 à 100 000 femmes brûlées, celles-ci ayant représenté en Ecosse où les actes poursuite ont été particulièrement virulents, jusqu'à 84% des personnes condamnées dont les deux tiers (soit 56%) auraient péri sur le bûcher selon le journal le Monde.

## Arrière-plan médiéval

### Les inquiétudes dans les esprits chrétiens conduisent à croire à la sorcellerie
Tout au long du Moyen Âge, la doctrine chrétienne dominante ne croyait pas à l’existence des sorcières ni à la sorcellerie, elle la condamnait au contraire comme une superstition païenne. Certains ont soutenu que c’est le travail de saint Thomas d’Aquin au XIIIe siècle qui a commencé à jeter les bases d’une évolution dans la doctrine chrétienne : certains théologiens chrétiens ont fini par accepter la possibilité pour un être humain de collaborer avec un ou plusieurs démons afin de lui permettre d’obtenir de réels pouvoirs surnaturels. 

### Une branche de l’inquisition dans le Sud de la France
En 1233, une bulle du pape Grégoire IX établit à Toulouse une nouvelle branche de l’inquisition en confiant aux dominicains le soin de la diriger. Elle était destinée à poursuivre les groupes chrétiens considérés comme hérétiques, comme les Cathares et les Vaudois. Les Dominicains finirent par devenir les procureurs les plus acharnés contre ceux qu’on accusait de sorcellerie dans les années qui précédèrent la Réforme.
Bien que les documents fussent habituellement conservés par les inquisiteurs français, la majorité d’entre eux n’ont pas subsisté, au point qu’un historien travaillant en 1880, Charles Molinier, qualifie ceux qui existent encore de modestes débris. Il note que les inquisiteurs eux-mêmes ont décrit leurs tentatives pour protéger soigneusement leurs dossiers, surtout lorsqu’ils se déplaçaient de ville en ville. Les inquisiteurs se heurtaient à une haine générale et on avait l’habitude de tendre des embuscades sur leur chemin, mais plus qu’eux c’étaient leurs dossiers qu’on visait le plus souvent : plus que tuer le juge, on voulait s’emparer des papiers qu’il transportait. Les dossiers semblent donc avoir souvent été pris pour cible par les accusés ou leurs proches, qui souhaitaient ainsi saboter les procédures ou, au moins, épargner leur réputation et celle de leurs descendants. 

### XIVesiècle
En 1329, alors que la papauté résidait en Avignon, l'inquisiteur de Carcassonne condamna un moine au cachot à perpétuité et la sentence fait allusion à ... multas et diversas daemonum conjurationes et invocationes ...et elle utilise fréquemment le même synonyme latin pour sorcière - sortilegia -que l’on trouve sur la page du titre de l’ouvrage de Nicolas Rémy de 1595 où on affirme que 900 personnes avaient été exécutées pour sortilegii crimen,.

### Les procès duXVesiècle et les progrès de la nouvelle vision hétérodoxe
Le Canon Episcopi qui ne croyait pas à la sorcellerie conserva de nombreux partisans ; il semble que dans son décret de 1398 la faculté de théologie de l’Université de Paris s’appuyait encore sur lui et il ne fut jamais officiellement rejeté par une majorité d’évêques dans les domaines pontificaux, ni même par le Concile de Trente, qui a immédiatement précédé l’explosion en nombre des procès. Mais en 1428 commencèrent dans le Bas-Valais francophone des procès de sorcières valaisannes qui durèrent de six à huit ans et s’étendirent finalement aux régions germanophones. Cette période coïncida également avec le Concile de Bâle (1431-1437) et certains érudits ont suggéré qu’une nouvelle vision doctrinale hostile à la sorcellerie pourrait s’être répandue parmi certains théologiens et certains inquisiteurs présents à ce concile, à mesure que se déroulaient les procès valaisans. Peu après, on vit apparaitre un groupe puissant d’opposants au Canon Episcopi : Jean Vinet ; un inquisiteur dominicain de Carcassonne, l’évêque d’Avila, Alonso Tostado et un autre inquisiteur dominicain nommé Nicolas Jacquier. On ne sait pas bien si chacun des trois hommes était au courant du travail des autres. Leur vision commune évoluant parallèlement s’articule autour d’une doctrine qu’ils combattaient en commun : le refus de croire à la réalité de l’action démoniaque dans le monde.
L’argumentation longue et compliquée de Nicolas Jacquier contre le Canon Episcopi a été écrite en latin. Commencée en 1452 sous la forme d’un tract elle s’agrandit pour devenir une monographie plus complète en 1458. Il semble que de nombreuses copies en ont été réalisées à la main (neuf copies manuscrites existent encore), mais elles n’ont été imprimées qu’en 1561. Jacquier décrit un certain nombre de procès dont il a personnellement été témoin, dont celui d’un nommé William Adeline, contre qui la principale accusation semble un sermon qu’il avait prêché en faveur du Canon Episcopi et où il affirmait que la magie n’était pas autre chose qu’une illusion. Adeline finit par se rétracter, probablement sous la torture.

### 1486: LeMalleus Maleficarum
Le livre le plus important et le plus influent pour promouvoir la nouvelle vision hétérodoxe a été le Malleus Maleficarum de Heinrich Kramer. Ce dernier a commencé son ouvrage pour s’opposer au Canon Episcopi . Comme la plupart des religieux accordant du crédit à l'existence de la sorcellerie, Kramer s’était heurté à une forte résistance chez ceux qui n’acceptaient pas à sa vision hétérodoxe ; cette situation l’a poussé à écrire son travail à la fois comme un manuel et comme un ouvrage de propagande à l’usage de ceux qui partageaient ses idées. La technique de l’imprimerie n’avait été inventée que récemment par Gutenberg mais Kramer sut l'utiliser pleinement pour diffuser en Rhénanie les idées que des inquisiteurs et des théologiens fanatiques avaient développées en France. Le Malleus Maleficarum fut imprimé 13 fois entre 1486 et 1520, et après une étonnante interruption de 50 ans qui coïncida avec la grande époque de la réforme protestante - il fut imprimé à nouveau 16 fois, après le Concile de Trente (1574-1669). L’ouvrage a inspiré de nombreuses œuvres du même genre, dont une livre influent de Jean Bodin, et a encore été cité en 1692 par Increase Mather, alors président du Harvard College.

## Les procès à leur paroxysme: 1560–1630
Il semble que ce soit entre 1560 et 1630 que s’est déroulée en Europe la période des procès de sorcellerie qui a vu le plus grand nombre de morts [25] ; c’est alors qu’ont eu lieu les procès de sorcellerie de Trèves (1581-1593), de Fulda (1603-1606), du Pays basque (1609-1611), de Würzbourg (1626-1631) et de Bamberg (1626-1631). Il faut noter aussi les procès des sorcellerie de North Berwick en Écosse, de Torsåker en Suède et, un peu plus tard, en 1692, le fameux procès des sorcières de Salem en Nouvelle-Angleterre.
En 1590 eurent lieu en Écosse les procès des sorcières de North Berwick, particulièrement remarquables du fait que le nom du roi Jacques Ier y fut prononcé. Auparavant en effet, cette année-là, le souverain avait dû affronter des tempêtes alors qu’il se rendait au Danemark pour aller chercher son épouse, Anne, et il s’imaginait que c’étaient des sorcières qui voulaient le tuer. De retour en Écosse, le roi entendit parler des procès qui se déroulaient à North Berwick et ordonna que les suspects lui fussent amenés - il crut par la suite qu’un noble, Francis Stewart, cinquième comte de Bothwell, était un sorcier, et ce dernier après qu’il se fut enfui, craignant pour sa vie, fut mis hors la loi pour trahison. Le roi établit alors des commissions royales pour faire la chasse aux sorcières dans son royaume, recommandant qu’on employât la torture avec les suspects. En 1597 il alla jusqu’à écrire un livre intitulé Daemonologie sur la menace que représentaient les sorcières pour la société, [26].

## Déclin des procès: 1650–1750
Vis-à-vis des procès le scepticisme n’a jamais fait défaut. En 1635, les autorités de l’Inquisition romaine reconnaissaient que dans leurs propres procès à peine s’en trouvait-il un qui fût légal.  Au milieu du XVIIe siècle, la difficulté de prouver la sorcellerie en se conformant au processus légal contribua à l’avis des conseillers de Rothenburg (Allemagne) suivant lequel il fallait user de précaution pour traiter les cas de sorcellerie[28].
Alors que les procès de sorcellerie avaient commencé à disparaitre dans une grande partie de l’Europe vers le milieu du XVIIe siècle, ils se poursuivirent dans ses confins et dans les colonies d’Amérique. Dans les pays nordiques, c’est la fin du XVIIe siècle qui vit l’apogée des procès à certains endroits  : les procès des sorcières de Torsåker en Suède (1674), où 71 personnes furent exécutées pour sorcellerie en une seule journée, le point culminant de la chasse aux sorcières en Finlande[25] et les procès de Salzbourg en Autriche (où 139 personnes furent exécutées entre 1675-1690.
Les procès des sorcières de Salem, en 1692, ont accompagné une brève poussée de hantise des sorcières dans le Nouveau Monde alors que la pratique s’estompait en Europe. Dans les années 1690, Winifred King Benham et sa fille Winifred furent jugés trois fois pour sorcellerie à Wallingford, Connecticut, le dernier de ces procès ayant lieu en Nouvelle Angleterre. En 1706, Grace Sherwood, de Virginie, fut soumise à l’épreuve de l’eau et emprisonnée parce qu’on prétendait qu’elle était une sorcière.
Un exemple de procès dans le monde rural ayant abouti à une condamnation pour sorcellerie est celui de Kasina Wielka, en 1634.
Au XVIIIe siècle les historiens rationalistes sont arrivés à la conclusion que c’est le recours à la torture qui avait donné lieu à de fausses déclarations.
Dans la seconde moitié du XVIIe siècle les procès pour sorcellerie sont devenus rares, et leur déclin a finalement abouti en Grande-Bretagne à la loi de 1735 sur la sorcellerie.
En France, des chercheurs ont constaté qu’avec un gouvernement central plus fort et disposant de plus de ressources, les accusations de sorcellerie ont commencé à décliner. Les procès de sorcellerie qui s’y sont déroulés sont des symptômes d’un système juridique faible et « c’est dans des régions où des magistrats s’écartaient des statuts juridiques établis que les sorcières risquaient le plus d’être jugées et condamnées ».
Au début du XVIIIe siècle, la pratique a cessé. En 1712 Jane Wenham a été parmi les dernières à faire l’objet d’un procès en sorcellerie en Angleterre, mais après sa condamnation elle a été graciée et remise en liberté. La dernière exécution pour sorcellerie en Angleterre a eu lieu en 1716, avec la pendaison de Mary Hicks et de sa fille Elizabeth. En Écosse Janet Horne a été exécutée pour sorcellerie en 1727. La loi de 1735 sur la sorcellerie a mis un terme à la forme traditionnelle de la sorcellerie en tant qu’infraction légale en Grande-Bretagne. La nouvelle loi limitait l’accusation aux personnes qui prétendaient être capables de conjurer des esprits (il s’agissait généralement de voyants et de médiums professionnels peu recommandables), et les peines étaient légères[34].
À la fin du XVIIIe siècle en Autriche, Marie-Thérèse a interdit qu’on brulât et torturât pour sorcellerie. Le dernier procès avec peine de mort, celui de Maria Pauer, a eu lieu en 1750 à Salzbourg, qui ne devait être annexé à l’Autriche qu’en 1805.

## Chasses aux sorciers sporadiques après 1750
Dans toute l’Europe à la fin du XVIIIe siècle on avait cessé de considérer la sorcellerie comme un crime, mais on rencontre un certain nombre de cas qui n’étaient pas officiellement des procès pour sorcellerie, mais dont on se demande s'ils n'impliquaient pas une certaine  croyance à la sorcellerie au moins dans les coulisses. C’est ainsi qu’en 1782 on a exécuté Anna Göldi à Glaris, en Suisse, officiellement pour avoir assassiné son enfant - ce jugement fut à l’époque largement dénoncé dans toute la Suisse et en Allemagne comme un meurtre judiciaire. Comme Anna Göldi, Barbara Zdunk fut exécutée en Prusse en 1811, non pas précisément pour sorcellerie, mais pour incendie criminel. En Pologne, le procès des sorcières de Doruchów a eu lieu en 1783, et l’exécution de deux autres femmes pour sorcellerie en 1793, jugées par un tribunal officiel, mais dont la légitimité est douteuse[citation requise].
Malgré la fin officielle des procès pour sorcellerie, il y aurait encore eu occasionnellement dans certaines parties de l’Europe des assassinats officieux, comme ce fut le cas dans les affaires Anna Klemens au Danemark (1800), Krystyna Ceynowa en Pologne (1836), et Dummy, la Sorcière de Sible Hedingham en Angleterre (1863). En France, il y a eu des violences sporadiques et même des meurtres dans les années 1830, une femme aurait été brûlée sur la place d’un village du Nord.
Dans les années 1830, une poursuite pour sorcellerie fut intentée contre un homme du comté de Fentress, au Tennessee, nommé Joseph ou William Stout, en raison de l'influence qu’il aurait eue sur la santé d’une jeune femme. L’affaire contre ce prétendu sorcier fut classée sans suite parce que la victime présumée, qui l’avait accusé sous serment, ne s’était pas présentée au procès. Cependant, certains des autres accusateurs furent reconnus coupables d’accusations criminelles pour leur rôle dans l’affaire, et diverses actions en diffamation furent intentées[37] ,.
En 1895, en Irlande, Bridget Cleary fut battue et brûlée à mort par son mari parce qu’il croyait que les fées avaient pris la vraie Bridget et l’avaient remplacée par une sorcière.
La chasse aux personnes soupçonnées de se livrer à la sorcellerie pour nuire à leurs voisins s’est poursuivie au XXe siècle. En 1997, deux fermiers russes ont tué une femme et blessé cinq autres membres de sa famille après avoir cru qu’ils avaient utilisé la magie populaire contre eux. On a rapporté qu’entre 2005 et 2011 plus de 3 000 personnes auraient été tuées par des lynchages en Tanzanie parce qu’on les accusait de sorcellerie.